# بشير (اسم)
بشير هو اسم علم مذكر من أصل عربي، ومعناه هو الوافد حاملًا البشرى، ولاسيما المفرحة، مؤنثه بشيرة.

## شخصيات تحمل الاسم
- بشير أتالاي (سياسي تركي، 1 أبريل 1947 – )
- بشير التابعي (لاعب كرة قدم مصري، 24 فبراير 1976 – )
- بشير الثاني الشهابي (أحد أشهر أمراء لبنان، 2 يناير 1767 – 1850[3][4][5])
- بشير الجميل (سياسي لبناني ورئيس لبنان الأسبق، اغتيل قبل أن يتسلم مهام منصبه، 10 نوفمبر 1947[6] – 14 سبتمبر 1982[6])
- بشير بن سعد بن ثعلبة
- بشير بومعزة (9 يونيو 1980 – )
- بشير حسين النجفي (1942 – )
- بشير سعيد (لاعب كرة قدم إماراتي، 28 يونيو 1981[7] – )
- بشير سفار أغلو (11 مارس 1925 – 23 مارس 1969)
- بشير عبدي (10 فبراير 1989 – )

## وصلات خارجية
- موسوعة السلطان قابوس لأسماء العرب